# کارابینیری

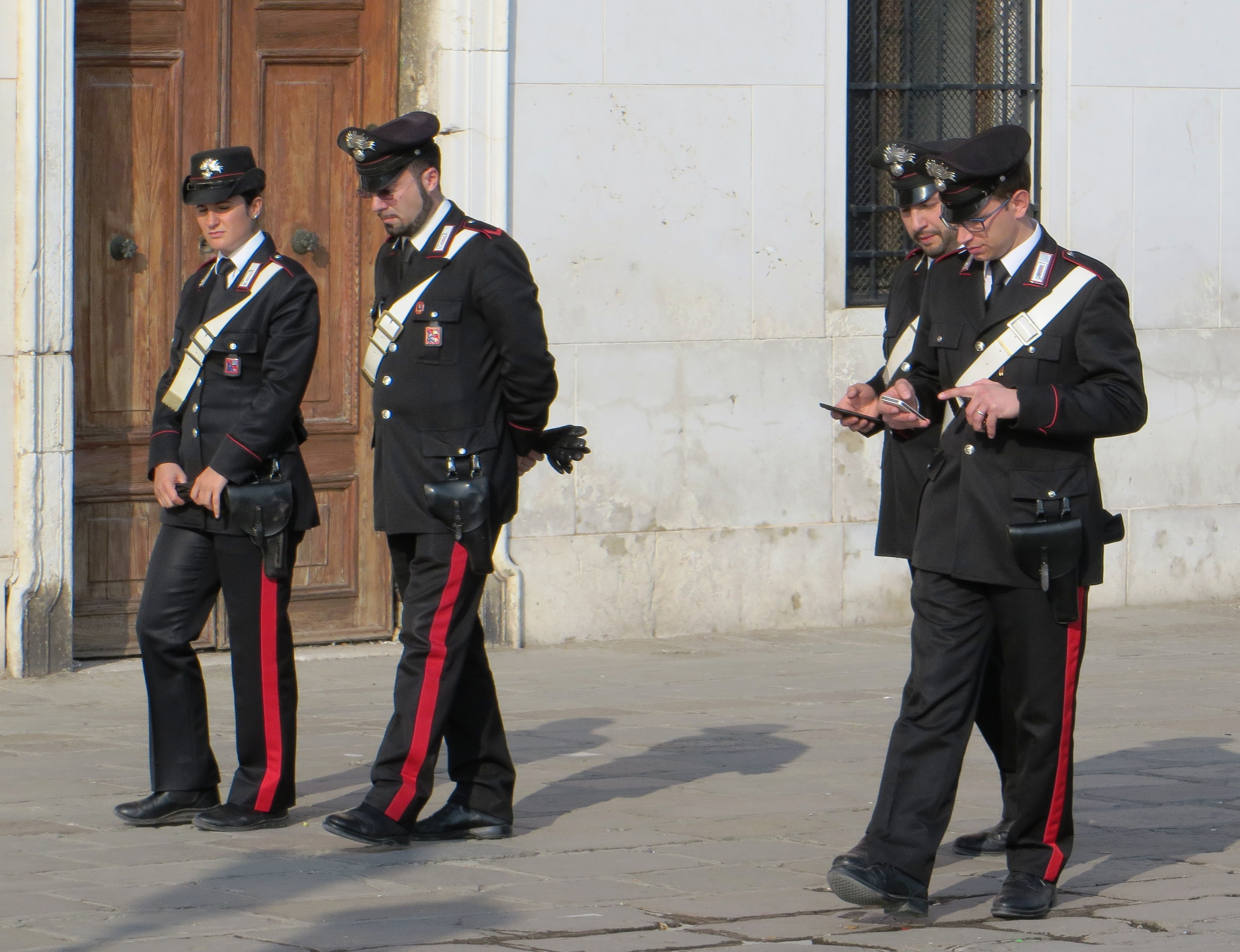
تصویری از کارابینیری

کارابینیری (به ایتالیایی: Carabinieri) یک واحد نظامی و از واحدهای اجرای قانون در ایتالیا است که مسئولیت حفظ امنیت و وظایف انتظامی هم از سوی وزارت دفاع ایتالیا و هم از سوی وزارت کشور ایتالیا به آن تفویض شده است. کارابینیری (/ˌkærəbɪnˈjɛəri/، همچنین در انگلیسی آمریکایی: /ˌkɑːr-/، ایتالیایی: [karabiˈnjɛːri]؛ به طور رسمی آرما دی کارابینیری، "شاخه کارابین‌داران"؛ قبلاً کورپو دی کارابینیری رئالی، "سپاه کارابین‌داران سلطنتی") ژاندارمری ملی ایتالیا هستند که عمدتاً وظایف پلیسی داخلی و خارجی را انجام می‌دهند. این سازمان یکی از اصلی‌ترین نهادهای اجرای قانون در ایتالیا است، در کنار پلیزیا دی استاتو و گاردیا دی فینانزا. کارابینیری، مانند گاردیا دی فینانزا اما برخلاف پلیزیا دی استاتو، یک نیروی نظامی است. به عنوان چهارمین شاخه نیروهای مسلح ایتالیا، زیر نظر وزارت دفاع فعالیت می‌کنند؛ اما برای فعالیت‌های مربوط به نظم و امنیت عمومی داخلی، از نظر عملکردی به وزارت کشور وابسته هستند. در عمل، همپوشانی قابل توجهی بین حوزه‌های قضایی پلیزیا دی استاتو و کارابینیری وجود دارد و هر دو از طریق شماره ۱۱۲، شماره اضطراری واحد اتحادیه اروپا، قابل تماس هستند. برخلاف پلیزیا دی استاتو، کارابینیری مسئولیت پلیسی نیروهای نظامی را بر عهده دارند و تعدادی از اعضای آن به طور منظم در مأموریت‌های نظامی خارج از کشور شرکت می‌کنند.
آنها در اصل به عنوان نیروی پلیس پادشاهی ساردنی، پیشرو پادشاهی ایتالیا تأسیس شدند. در طول فرآیند وحدت ایتالیا، کارابینیری به عنوان "نیروی اول" سازمان نظامی جدید ملی منصوب شدند. اگرچه کارابینیری در دوران حکومت بنیتو موسولینی در سرکوب مخالفان مشارکت داشتند، اما در عین حال مسئول سقوط او نیز بودند و بسیاری از یگان‌های آنها در طول جنگ جهانی دوم توسط آلمان نازی منحل شدند، که منجر به پیوستن تعداد زیادی از کارابینیری به جنبش مقاومت ایتالیا شد.
در سال ۲۰۰۰، آنها از ارتش جدا شدند تا به یک شاخه مستقل از نیروهای مسلح ایتالیا تبدیل شوند. کارابینیری اختیارات پلیسی دارند که می‌توانند در هر زمان و در هر بخشی از کشور اعمال شوند، و همیشه مجاز به حمل سلاح تعیین‌شده خود به عنوان تجهیزات شخصی (پستول برتا 92FS) هستند.
کارابینیری اغلب با عنوان "لا بنمریتا" (سازمان شایسته یا لایق) شناخته می‌شوند، زیرا یک نهاد اجرای قانون مورد اعتماد و معتبر در ایتالیا هستند. اولین گزارش رسمی از استفاده از این اصطلاح برای اشاره به کارابینیری به 24 ژوئن 1864 بازمی‌گردد.

## تاریخچه
اوایل تاریخچه  

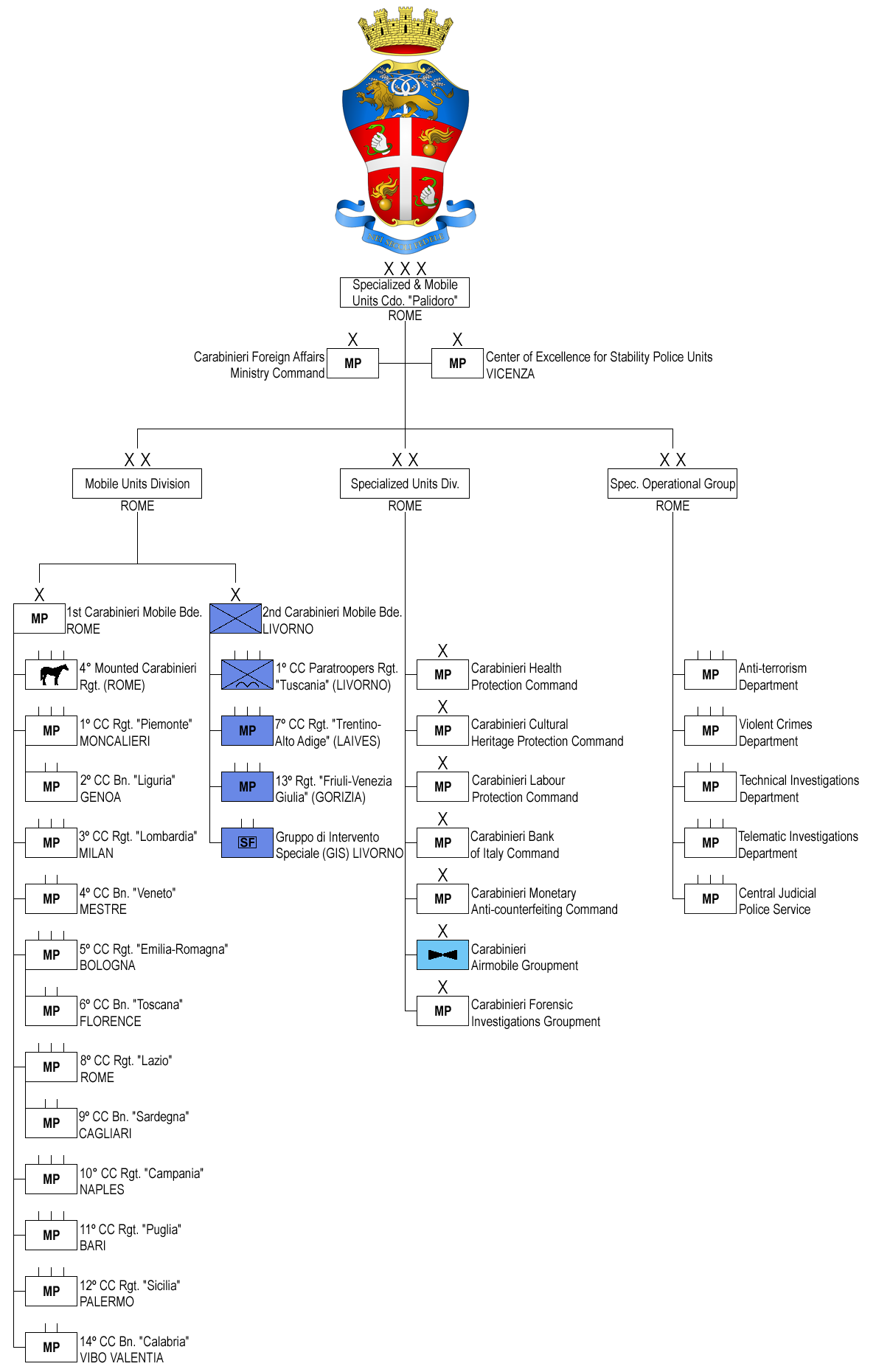
ساختار فرماندهی واحدهای متخصص و سیار

با الهام از ژاندارمری فرانسه، این نیرو توسط ویکتور امانوئل اول، پادشاه ساردنی، با هدف تأمین نیروی پلیس برای دولت ساوویارد در پادشاهی ساردنی تأسیس شد. پس از اشغال تورین توسط سربازان فرانسوی در اواخر قرن ۱۸ و سپس تخلیه آن به نفع پادشاهی ساردنی، سپاه سلطنتی کارابینیری در ۱۳ ژوئیه ۱۸۱۴ تحت فرمان سلطنتی ایجاد شد. نام این نیرو از واژه فرانسوی "کارابینیر" به معنای "سرباز مسلح به کارابین" گرفته شده است.
این نیروی جدید به بخش‌هایی تقسیم شد که هر بخش مسئول یک استان بود. بخش‌ها به شرکت‌ها و سپس به واحدهای کوچک‌تر تقسیم می‌شدند که ایستگاه‌های پلیس محلی را کنترل می‌کردند و در سراسر کشور مستقر بودند تا با مردم در تماس مستقیم باشند.
در سال ۱۸۶۸، گردان کوراتزیری (Cuirassiers Regiment) تشکیل شد که در ابتدا به عنوان محافظ سواره‌نظام برای پادشاه و از سال ۱۹۴۶ برای رئیس‌جمهور ایتالیا فعالیت می‌کرد. با وحدت ایتالیا، تعداد بخش‌های کارابینیری افزایش یافت و در ۲۴ ژانویه ۱۸۶۱، کارابینیری به عنوان "نیروی اول" سازمان نظامی جدید ملی منصوب شدند.
در مه ۱۹۱۵، نیروهای ایتالیایی برای تصرف تیرول جنوبی (منطقه‌ای از اتریش-مجارستان) در جبهه ایتالیا پیشروی کردند. مدافعان زمان کافی برای استحکامات قوی داشتند، و ایتالیایی‌ها تحت فرماندهی ژنرال لوئیجی کادورنا بارها در نبردهای سخت شکست خوردند. نقش کارابینیری در این نبردها، ایجاد پست‌های مسلسل برای کنترل پشت جبهه و جلوگیری از فرار سربازان بود.
دهه‌های ۱۹۳۰ و ۱۹۴۰  

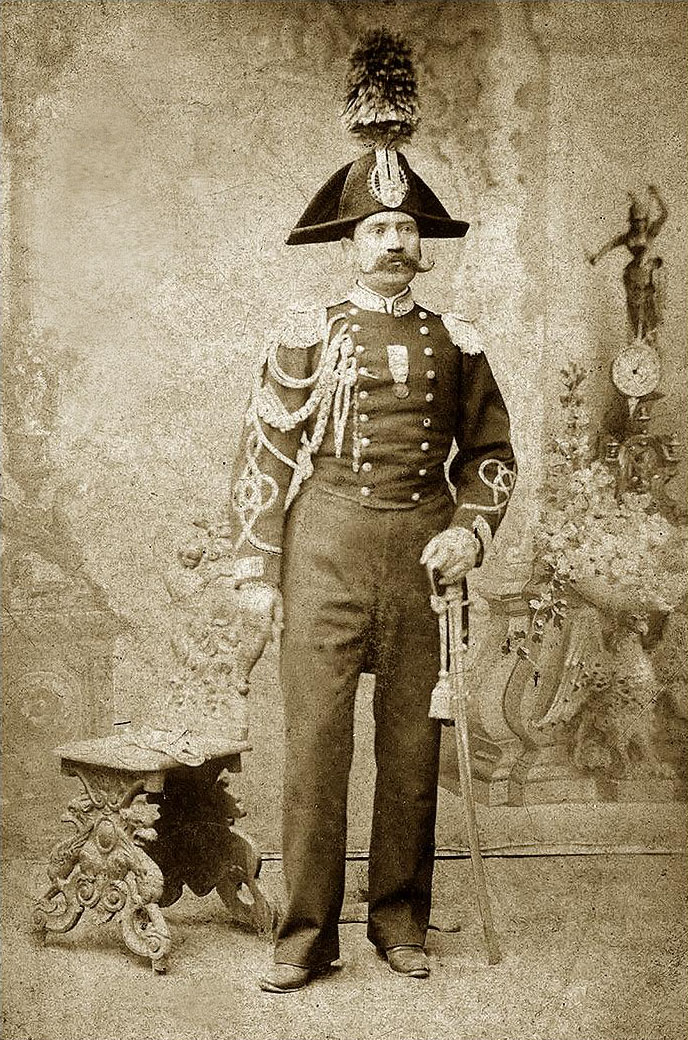
عکس یک کارابینیر حدود سال ۱۸۷۵. «مدال استقلال ایتالیا» به گردن آویخته شده است که نشان می‌دهد او یک جانباز جنگ‌های اتحاد ایتالیا (Risorgimento) است.

در دوران ایتالیای فاشیست (۱۹۲۲–۱۹۴۳) تحت حکومت بنیتو موسولینی، کارابینیری یکی از نیروهای پلیسی بود که وظیفه سرکوب مخالفان را بر عهده داشت. در همین دوره، آن‌ها در پلیس آفریقای ایتالیا حضور داشتند و در جنایات مستعمراتی در آفریقای شرقی ایتالیا در طول جنگ دوم ایتالیا-اتیوپی نقش داشتند. در جنگ جهانی دوم، آن‌ها به عنوان پلیس نظامی علیه نیروهای متفقین و پارتیزان‌های یوگسلاو در چارچوب اشغال یوگسلاوی جنگیدند.
پس از سقوط رژیم فاشیست در ۲۵ ژوئیه ۱۹۴۳، موسولینی به دستور پادشاه توسط کارابینیری دستگیر و زندانی شد. پس از آتش‌بس ایتالیا با متفقین در ۳ سپتامبر ۱۹۴۳ و تقسیم کشور به جمهوری اجتماعی ایتالیا در شمال و پادشاهی ایتالیا در جنوب، کارابینیری به دو گروه تقسیم شدند.
در پادشاهی ایتالیا، فرماندهی کارابینیری برای ایتالیای آزاد در باری تأسیس شد و واحدهای جدیدی برای جنگ آزادی‌بخش ایتالیا تشکیل دادند. این واحدها به سپاه آزادی‌بخش ایتالیا و شش گروه رزمی ایتالیا پیوستند و در کنار متفقین جنگیدند.
در شمال، رژیم فاشیست گارد ملی جمهوری (GNR) را تشکیل داد که شامل کارابینیری، افسران سابق پلیس آفریقای ایتالیا، گاردیا دی فینانزا و پلیس گمرک بود. این نیرو به عنوان پلیس نظامی و ضد شورش استفاده می‌شد. بعداً تیپ‌های سیاه (Black Brigades) نیز به آن‌ها پیوستند.
به دلیل نقش کارابینیری در سقوط موسولینی و مقاومت در برابر اشغال آلمان در رم، آلمان‌ها به آن‌ها اعتماد نداشتند. در ۶ اکتبر ۱۹۴۳، آن‌ها را خلع سلاح کردند و ۸۰۰۰ افسر را برای کار اجباری به آلمان فرستادند. پس از آن، تعداد زیادی از کارابینیری به جنبش مقاومت ایتالیا پیوستند. با این حال، حدود ۴۵۰۰۰ افسر همچنان در خدمت باقی ماندند و تا مارس ۱۹۴۴، تنها نیروی امنیتی ملی ایتالیا بودند.
پس از جنگ، حداقل ۲۷۳۵ نفر از کارابینیری کشته و ۶۵۰۰ نفر زخمی شدند. در یوگسلاوی، یک گردان از کارابینیری در رژه ۱۸۲ پیاده‌نظام زرهی "گاریبالدی" تشکیل شد که در کنار پارتیزان‌های یوگسلاو علیه ورماخت و اوستاشه کرواسی جنگید. این گردان بیش از ۸۰٪ تلفات داد و مدال نقره شجاعت نظامی به آن اهدا شد.
یکی از قهرمانی‌های معروف این دوره مربوط به ویسه بریگادیر سالوو دآکویستو است که توسط نازی‌ها در پالیدورو (نزدیک رم) اعدام شد. او جان خود را فدای جان شهروندانی کرد که قرار بود به عنوان تلافی کشته شوند.
دوران معاصر  
کارابینیری در اواخر قرن بیستم در بسیاری از درگیری‌های داخلی ایتالیا، مانند سال‌های سرب (مقابل بریگاد سرخ) و جنگ دوم مافیا (مقابل مافیای کورلئونزه) حضور داشتند. آن‌ها در رویدادهایی مانند کشتار پتئانو (۱۹۷۲)، کشتار چیرکونوالازیونه (۱۹۸۲) و قتل امانوئله باسیله شرکت کردند و تلفات دادند.
تا سال ۲۰۰۰، کارابینیری بخشی از ارتش ایتالیا بودند، اما در ۳۱ مارس ۲۰۰۰ به عنوان چهارمین شاخه نیروهای مسلح ایتالیا مستقل شدند. اینترپل این نیرو (تحت نظر وزارت دفاع) را به عنوان یک نیروی تحقیقات جنایی در سطح ملی معرفی می‌کند که پلیس نظامی برای نیروهای مسلح ایتالیا نیز هست و می‌تواند در عملیات‌های دفاع ملی شرکت کند.
یوروپول (سازمان پلیس اتحادیه اروپا) وظایف نظامی کارابینیری را شامل دفاع ملی، عملیات‌های نظامی در داخل و خارج، اجرای وظایف پلیس نظامی و تأمین امنیت نمایندگی‌های دیپلماتیک ایتالیا می‌داند. به عنوان یک نیروی پلیس ملی، حفظ نظم و امنیت عمومی و تحقیقات جنایی را بر عهده دارد. یوروپول همچنین اشاره می‌کند که این نیرو توسط یگان‌های تخصصی کارابینیری تکمیل می‌شود که از محیط زیست، سلامت، کار، میراث فرهنگی، مقررات کشاورزی و مبارزه با جعل اسکناس محافظت می‌کنند.
در سال‌های اخیر، واحدهای کارابینیری در ماموریت‌های صلح‌بانی در کوزوو، افغانستان و عراق حضور داشته‌اند. در سال ۲۰۰۳، ۱۲ کارابینیری در یک حمله انتحاری در ناصریه (نزدیک بصره) کشته شدند که بزرگترین تلفات نظامی ایتالیا در یک عملیات از زمان جنگ جهانی دوم بود. در عراق، کارابینیری ۱۳۰۰۰ افسر پلیس را آموزش دادند و در زمان تخریب سایت‌های تاریخی توسط داعش، نیروهای فرماندهی حفاظت از میراث فرهنگی را اعزام کردند.
در کنفرانس جزیره دریایی جی۸ در ۲۰۰۴، کارابینیری مأموریت یافتند مرکزی برای واحدهای پلیس را تأسیس کنند تا استانداردهای آموزش و دکترین برای واحدهای پلیس غیرنظامی در مأموریت‌های صلح‌بانی بین‌المللی را توسعه دهند.
در ۳۱ دسامبر ۲۰۱۶، سازمان جنگلبانی دولتی منحل شد و پرسنل آن با وظایف پلیس جنگل، تحت کنترل کارابینیری قرار گرفتند.

## نقش
نقش کارابینیری در ایتالیا به مثابه یک نیروی ژاندارمری است که هم وظایف نیروهای پلیس را می‌تواند انجام دهد و هم به نیروهای مسلح نظارت کند.

## اسلحه ها

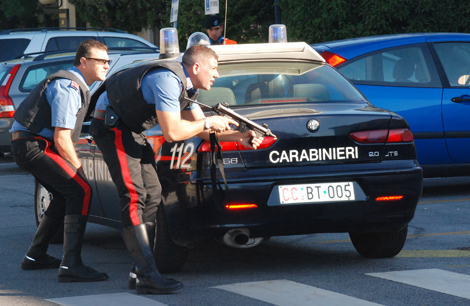
افسران کارابینیری مسلح به یک مسلسل دستی Beretta PM-12

| Weapon                     | Origin              | Type                                                            |
| -------------------------- | ------------------- | --------------------------------------------------------------- |
| Beretta 92                 | ایتالیا             | تسلیحات انفرادی                                                 |
| Beretta 8000               | ایتالیا             | تسلیحات انفرادی برای افسران، که با Px4 جایگزین می‌شود            |
| Beretta Px4 Storm          | ایتالیا             | تسلیحات انفرادی برای افسران، جایگزین کوگار ۸۰۰۰ از رده خارج شده |
| Glock 17                   | اتریش               | تسلیحات ویژه که به GIS تحویل داده میشود                         |
| Beretta PM12-S2            | ایتالیا             | تسلیحات معمولی، که قرار است با PMX جایگزین شود                  |
| Beretta PMX                | ایتالیا             | تسلیحات معمولی، که برای جایگزینی PM12 در نظر گرفته شده است      |
| Heckler & Koch MP5         | آلمان               | تسلیحات ویژه                                                    |
| Beretta 70/90              | ایتالیا             | تسلیحات معمولی، نسخه‌های "AR" و "SCP"، از رده خارج می‌شوند        |
| Beretta ARX-160A3          | ایتالیا             | تسلیحات معمولی، جایگزین تفنگ‌های 70/90                           |
| M4 carbine                 | ایالات متحده آمریکا | تسلیحات ویژه                                                    |
| Accuracy International AWP | بریتانیا            | سلاح‌های ویژه، مورد استفاده تک‌تیراندازها و GIS                   |
| Mauser Sp 66               | آلمان               | سلاح‌های ویژه، مورد استفاده تک‌تیراندازها و GIS                   |
| Beretta MG 42/59           | ایتالیا             | تسلیحات ویژه                                                    |
| FN Minimi                  | بلژیک               | تسلیحات ویژه                                                    |